# Jules Massenet
Jules Massenet, de nom complet Jules Émile Frédéric Massenet (Montaud, prop de Saint-Étienne, 12 de maig de 1842 – París, 13 d'agost de 1912) fou un compositor francès de l'època romàntica sobretot conegut per les seves òperes, de les quals en va escriure més de trenta. Les dues més representades són Manon (1884) i Werther (1892). També va compondre oratoris, ballets, obres orquestrals, música incidental, peces per a piano, cançons i altres músiques.
Encara en edat escolar, Massenet va ser admès al Conservatori Superior de Música de París, on va estudiar amb Ambroise Thomas, a qui admirava molt. Després de guanyar el primer premi musical del país, el Prix de Rome, el 1863, va compondre prolíficament en molts gèneres, però ràpidament es va fer conegut per les seves òperes. Entre 1867 i la seva mort, quaranta-cinc anys més tard, va escriure més de quaranta obres escèniques en una àmplia varietat d'estils, des de l'opéra-comique fins a representacions a gran escala de mites clàssics, comèdies romàntiques, drames lírics, així com oratoris, cantates i ballets. Massenet tenia un bon sentit del teatre i del que tindria èxit amb el públic parisenc. Malgrat alguns errors de càlcul, va produir una sèrie d'èxits que en van fer el principal compositor d'òpera a França del fin de siècle.
Com molts compositors francesos destacats del període, Massenet va ser professor al Conservatori Superior. Hi va ensenyar composició des de 1878 fins a 1896, quan va renunciar després de la mort del director, Ambroise Thomas. Entre els seus estudiants hi havia el grec Dioníssios Lavrangas i Gustave Charpentier, Ernest Chausson, Reynaldo Hahn i Gabriel Pierné.
En el moment de la seva mort, molts crítics consideraven que Massenet era antiquat i poc arriscat, encara que les seves dues òperes més conegudes van romandre populars a França i a l'estranger. Després d'algunes dècades d'oblit, les seves obres van començar a ser reavaluades favorablement durant la segona meitat del segle xx, i moltes d'elles han estat escenificades i enregistrades. Els crítics el consideren l'autor d'unes òperes àmpliament acceptades com a productes ben dissenyats i intel·ligents de la Belle Époque.

## Biografia

### Família
L'avi de Jules Massenet, que vivia a Gravelotte (Moselle), es va convertir en professor d'història a la Universitat d'Estrasburg. El seu fill va ser un oficial superior durant el Primer Imperi. Quan es van restablir els Borbons, va presentar la seva dimissió i es va dedicar a la manufactura i va iniciar importants fàbriques de ferro prop de Sant-Étienne (Loira). Així es va convertir en un mestre del ferro.
Era el menor de dotze fills d'Alexis Massenet, industrial fabricant de fulles de dalla a Pont-Salomon, prop de Saint-Étienne. La seva mare era la segona esposa del seu pare, que tenia quatre fills del seu primer matrimoni i quatre del segon. Com que els fills de la primera esposa no tenien inclinacions artístiques, mentre que els de la segona, sense excepció, van desenvolupar dons per les arts, particularment la música, s'ha suggerit amb raó que va ser a la seva mare a qui Massenet deu el seu geni musical. El seu nom de soltera era Adelaide Royer; va ser educada per la Duquessa d'Angulema i va aprendre a tocar bé el piano. De la seva mare, Jules va rebre les seves primeres lliçons en aquest instrument. Van començar el 24 de febrer de 1848, a París, on la família s'havia mudat recentment, ja que el pare havia hagut de deixar la feina a la foneria a causa de problemes de salut. Eren tan greus que va poder aportar poc a partir d'aquell moment per al suport de la família, la qual cosa va fer necessari que la seva dona utilitzés la seva habilitat com a pianista donant lliçons, a més del seu fill.

### Al Conservatori
El 1853, amb 11 anys, va entrar al conservatori de París. Va ser alumne d'Adolphe Laurent al piano i d'Augustin Savard en solfeig. Massenet va quedar molt decebut quan va haver de trencar la seva relació amb el Conservatori el 1855, perquè la família va marxar de París per viure a Chambéry, on esperaven que la salut del seu pare millorés amb l'aire pur. El va trobar a faltar tant, que es va escapar de casa i va aconseguir arribar a París, on els seus pares, veient que estava tan decidit, van permetre que es quedés. A París va viure amb una tia, la senyora Cavalli-Massenet.
El 1860 va entrar a la classe d'harmonia de Napoléon Henri Reber, i l'any següent va començar a estudiar composició amb Ambroise Thomas. També va rebre lliçons especials d'harmonia de nou amb Savard. En aquesta època va començar la seva amistat de tota la vida amb Victorin de Joncières, qui va deixar el Conservatori perquè el seu mestre, Aimé Leborne, no li permetia ser entusiasta amb Richard Wagner, i que es va fer famós en anys posteriors com a crític i compositor d'òpera.

### A Roma
La gran ambició de tot estudiant del Conservatori de París era guanyar el Gran Premi de Roma. Obtenir-lo significa que el Govern francès li pagaria durant tres anys una quantitat considerable. Un cop a l'any, cada candidat havia d'escriure una cantata o una altra obra de considerable dimensió, que, en cas de ser el guanyador, es produiria a l'Opéra, on després seria proclamat solemnement com a "Lauréat". Pràcticament tots els grans compositors francesos van ser coronats d'aquesta manera al començament de la seva carrera com a guanyadors del Prix de Rome; entre ells Hérold, Ambroise Thomas, Halévy, Gounod, Berlioz, Bizet o Debussy.
La sort va somriure a Massenet el 1863 gràcies a la cantata David Rizzio. Havia estat estudiant del Conservatori durant vuit anys; havia obtingut, any rere any, premis per a piano, contrapunt, fuga; i ara va arribar el premi de premis, Prix de Rome, el reconeixement oficial de la seva habilitat excepcional, l'oportunitat de viatjar, de veure el món, d'estudiar a les grans capitals d'Europa.
A una de les recepcions organitzades pel director de la Villa Medici, on solien reunir-se homes i dones eminents de tots els països, Massenet va conèixer Franz Liszt. El gran pianista encara impartia classes a uns pocs alumnes triats. Havia quedat satisfet amb els talents excepcionals de Massenet i li va demanar que ocupés el seu lloc com a mestre a la llar de Mme. Sainte-Marie. Aquesta senyora tenia una encantadora filla jove, per a qui estaven destinades les lliçons, i amb qui el jove compositor es va enamorar ràpidament. Hi havia una altra norma a la qual havia de sotmetre's: després d'un any a Itàlia, el guanyador del premi havia de visitar Alemanya i l'Imperi Austrohongarès i romandre allà un altre any, després del qual tenia llibertat per tornar sigui a Roma sigui a França per al tercer any de la seva beca. Després dels viatges, el 8 d'octubre de 1866 va tornar a Roma i es va casar amb la senyoreta Sainte-Marie.

### Retorn a París
En aquell temps, el públic francès volia escoltar les obres mestres clàssiques, particularment les d'Alemanya. Els joves ho tenien difícil per prosperar. No obstant això, Pasdeloupi la seva orquestra va ajudar Massenet interpretant, el 1867, a un dels seus Concerts Populaires, la seva primera Suite d'Orquestra. Unes setmanes després de la primera interpretació d'aquesta obra orquestral, Massenet va fer el debut com a compositor d'òpera amb una obra lleugera anomenada La Grand Tante, que es va cantar un total de setze vegades, fent així un començament encoratjador en aquest camp també.
Un dels esdeveniments més importants de la seva carrera va succeir el 1868. Havia enviat les seves composicions de dos poemes d'Armand Silvestre (Poème d'Avril i Poème du Souvenir) a un jove editor, Hartmann, que li van agradar tant que d'aleshores ençà es va convertir en el seu amic i protector, publicant els seus manuscrits, oferint suggeriments per a nous, i ajudant a proporcionar llibrets prometedors. En 1872 es va estrenar la seva segona òpera, Don Cesar de Bazan, que es va representar vuit vegades i cinc vegades el 1873, sense afegir massa a la seva reputació.
El mateix any, molt més important va ser la seva primera aparició en el camp del "drama sagrat", amb la seva obra Marie-Magdeleine, concebuda per l'editor Hartmann, qui va contractar Louis Gallet per convertir-lo en vers. Pauline Viardot, la més gran contralt de l'òpera del seu temps la va estrenar l'11 d'abril de 1873, sota la direcció d'Édouard Colonne, davant d'un públic entusiasta que havia assistit massivament. L'endemà, tot París parlava de Marie-Magdeleine. Camille Saint-Saëns va escriure: «Comencem enregistrant, amb alegria al cor, el complet èxit de l'experiment més audaç realitzat per cap músic a París des de L'Enfance du Christ de Berlioz. Massenet, per cert, no és un Berlioz i no faltaran aquells que el felicitin per això. Berlioz desconeixia aquest art d'equilibrar, tan de moda en l'actualitat, que permet tenir amics en tots els camps; desagradar a certs individus era una de les ambicions de Berlioz i cal reconèixer que va reeixir totalment. La musa de Massenet és menys arrogant; és una figura virtuosa que no fa res contra la seva consciència, però li agrada agradar i es posa flors al cabell».
Encoratjat per l'èxit de Marie-Magdeleine, Massenet va escriure el 1875 i el 1880 dues obres semi-religioses més, Ève i La Vierge. Ève, amb text de Gallet, es descriu a la portada com "un misteri". La recepció de La Vierge va ser tan petita que, una setmana després, que no es va dur a terme cap representació. El públic capritxós, que havia aplaudit tan càlidament Marie-Magdeleine i Ève, sembla que no volia res més d'aquest tipus. Aquest lamentable fracàs va ser sentit amb més intensitat perquè es va produir tres anys després del brillant èxit de la seva primera òpera important, Le Roi de Lahore, que també havia esdevingut popular a Milà, Torí, Roma, Venècia, Múnic, Dresden, Londres i altres ciutats.
El 7 d'octubre de 1878, va ser nomenat professor de contrapunt, fuga i composició al Conservatori, del qual en aquell moment era director Ambroise Thomas; i al mes següent va ser escollit membre de l'Académie des Beaux-Arts, sent els seus rivals Saint-Saëns, Boulanger, Membrée i Duprato. Tan aviat com es va anunciar el resultat, Massenet (que era set anys més jove que Saint-Saëns) li va enviar un telegrama dient: «Estimat col·lega, l'Institut ha comès una gran injustícia». El seu èxit en formar alumnes es va convertir en tema de conversa a la ciutat. Els conservadors, que no el simpatitzaven a causa de la seva popularitat, la seva política liberal i la seva independència, de vegades parlaven de la seva influència de manera despectiva; però, era indubtable que el llistat dels seus alumnes durant els divuit anys que va ensenyar al Conservatori inclou els noms de diversos homes que van tenir la capacitat d'imprimir un estil propi en les seves obres: Alfred Bruneau, Gabriel Pierné, Xavier Leroux, Gustave Charpentier o Paul Vidal.
El 1881 viatja a Barcelona i dirigeix el concert inaugural del Teatre Líric, on es van interpretar obres del propi Massenet, com la Marxa solemne en memòria de Beethoven composta expressament per l'ocasió, de Leo Delibes, de Bonaventura Frigola, de Beethoven (la sisena simfonia) i de Meyerbeer.
El 1896, Massenet va renunciar a la seva càtedra. Durant els divuit anys de la seva activitat com a professor, va trobar temps per compondre nou òperes: Herodiade (1881), Manon (1884), Le Cid (1885), Esclarmonde (1889), Le Mage (1891), Werther (1892), Thaïs (1894), Le Portrait de Manon (1894) i La Navarraise (1894). Però ara tenia cinquanta-quatre anys i sentia que havia de guardar totes les seves energies per al seu treball creatiu.
El 1884 es va estrenar la popularíssima Manon, òpera segons la novel·la Manon Lescaut de l'Abat Prévost. Les seues òperes més famoses són Don Quichotte, Hérodiade, Le Cid, Le jongleur de Notre Dame i, sobretot, Werther - segons Les penes del jove Werther de Goethe. Thaïs, amb el seu magnífic solo de violí del segon acte, conegut amb el nom de Meditació de Thaïs, només va conèixer l'èxit una dècada després de l'estrena. La influència de Massenet sobre els compositors d'òperes es detecta per exemple en Ruggero Leoncavallo, en Pietro Mascagni, Giacomo Puccini o en el Pelléas et Mélisande de Claude Debussy.
La seua capacitat de treball era impressionant: capaç de compondre durant llargues hores, la seua jornada començava a les quatre del matí, alternant la composició, l'ensenyament i les audicions. Va deixar una obra essencialment lírica (vint-i-cinc òperes), però també pianística i simfònica. Sovint va ser influït pels temes religiosos i se li ha considerat com l'hereu de Charles Gounod. El seu estil va influir molt en el compositor anglès Isidore de Lara.

## Obres principals

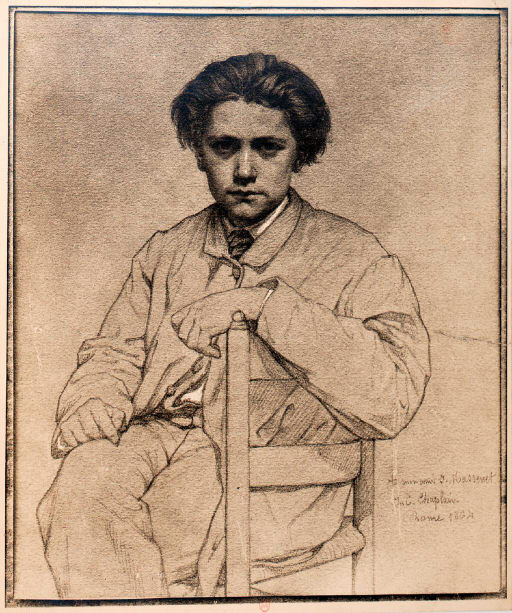
Jules Massenet per Jules-Clément Chaplain

### Òpera
- Les deux boursiers - 1859
- Esmerelda - 1865
- Noureddin - 1865
- Valéria - 1865
- La Grand' Tante - 1867
- La Coupe du roi de Thulé - 1867
- Le Florentin - 1868
- Manfred - 1869
- Méduse - 1870
- Don César de Bazan -1872
- Les Templiers -1873
- L'Adorable Bel'-Boul' - 1874
- Bérangère et Anatole -1876
- Le Roi de Lahore - 1877, estrenada per la soprano Josephine de Reszke.
- Robert de France - 1880
- Hérodiade - 1881, estrenada per Joseph Dupont. En versió operística fou estrenada pels germans De Reszke Eduard-Josephine i Jean.[23]
- Les Girondins - 1881
- Montalte - 1883
- Manon - 1884
- Le Cid - 1885
- Don César de Bazan - 1888
- Esclarmonde - 1889, escrita especialment per a la soprano dramàtica Sivyl Sanderson.
- Le Mage - 1891
- Werther - 1892
- Kassya - 1893
- Thaïs - 1894, escrita especialment per a la soprano dramàtica Sivyl Sanderson, i el Nicías interpretat el dia de l'estrena pel tenor Albert Raymond Alvarez.[24]
- Le Portrait de Manon - 1894
- La Navarraise - 1894
- Sapho - 1897
- Cendrillon - 1899
- Grisélidis - 1901
- Le Jongleur de Notre-Dame - 1902
- Marie-Magdeleine - 1903
- Chérubin - 1905
- Ariane - 1906
- Thérèse - 1907
- Bacchus - 1909
- Don Quichotte - 1910
- Roma - 1912
- Panurge - 1913
- Cléopâtre - 1914
- Amadis - 1922

### Oratoris i Cantates
- David Rizzio - 1863
- Marie-Magdeleine - 1873
- Ève - 1875
- Narcisse - 1877
- La Vierge - 1880
- Biblis - 1886
- La Terre Promise - 1900

### Ballet
- Le Carillon - 1892
- Cigale - 1904
- Espada - 1908

### Obres orquestrals
- Première suite d'orchestre - 1867
- Scènes hongroises - 1870
- Scènes pittoresques - 1874
- Scènes dramatiques - 1875
- Scènes napolitaines - 1876
- Scènes de féerie - 1881
- Scènes alsaciennes - 1882
- Fantaisie pour violoncelle et orchestre - 1897
- Concerto pour piano et orchestre - 1903

## Llista d'alumnes
| - André Bloch, - Max d'Ollone, - Georges Louis Houdard, - Henry Février, - Gabriel Pierné, - Gustave Charpentier, - Florent Schmitt, - Albéric Magnard, - Ernest Chausson, - Eduardo García-Mansilla, - Francesco Braga, - Xavier Leroux, - Jean Nougués, - Charles Silver, - Henry Rabaud, - Lucien Lambert, | - Louis Hasselmans, - Julien Tiersot, - Vincenzo Ferroni, - Ferdinand Le Borne, - Henry Libert, - Félix Fourdrain, - Ezio Camussi - Gabriel Dupont - Charles Koechlin, Edmond Missa - Achille Simonetti - Raoul Laparra, - Zygmunt Stojowski. - Henri Hirschmann, - Joseph Lauber, - Charles-Gaston Levadé. - Marie Emmanuel Augustin Savard. |